# Fältloge

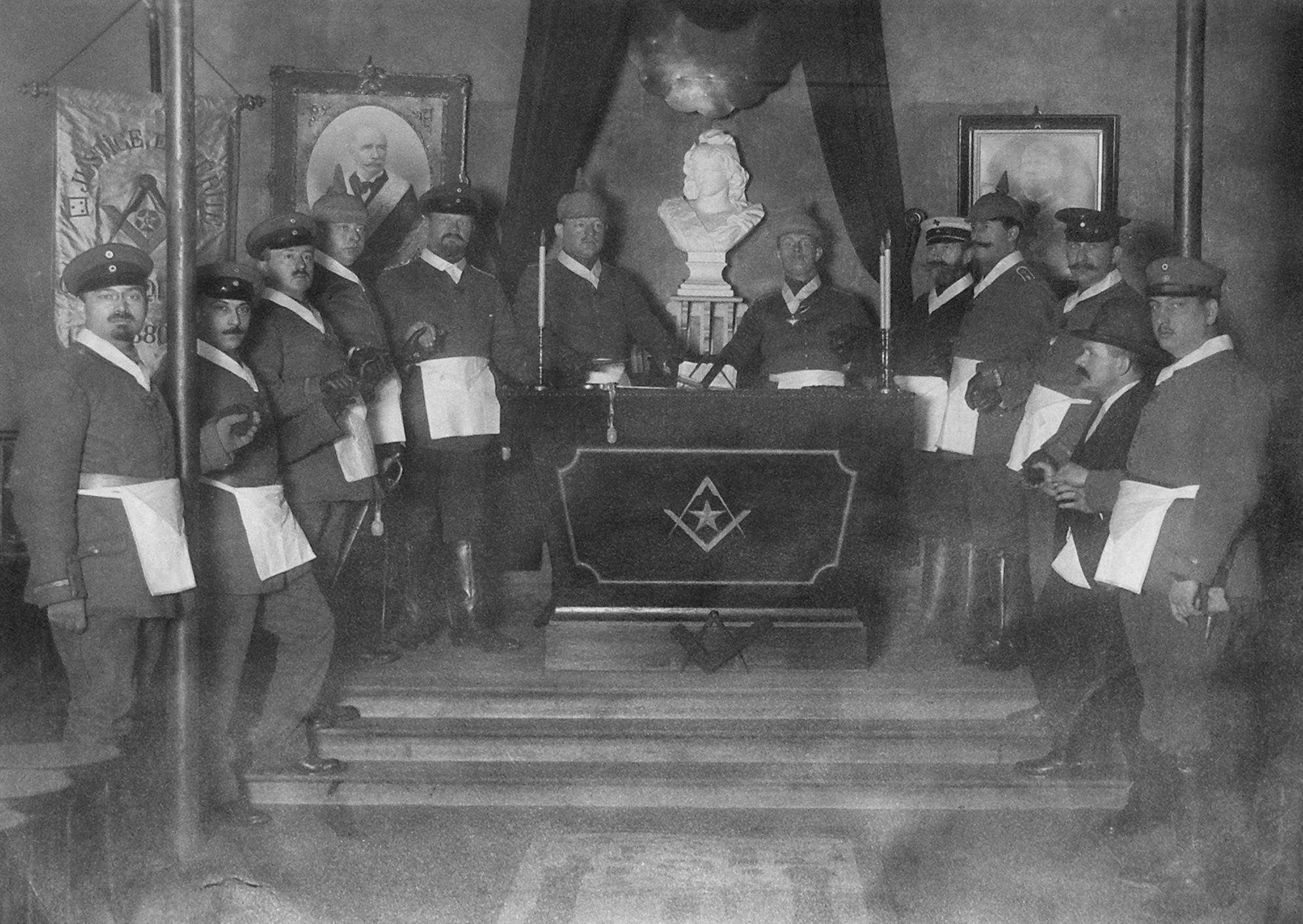
Logesammakomst i den tyska fältlogen Zum aufgehenden Licht an der Somme i Saint-Quentin (Första Världskriget).

En fältloge (även arméloge eller regementsloge) är en ambulerande frimurarloge, som inte är bunden till en viss ort och som i motsats till en militärloge endast arbetar i krigstid. Då kriget slutar upplöses logen eller görs om till en vanlig loge.
De frimureriska sammankomsterna ägde vanligen rum i tält som inretts med rituella föremål. Av militära ordenstecken gjorde man egna ämbetsmannatecken och logetecken. I fältlogerna möttes även bröder ur de stridande parterna.
Den franske historikern Jean-Luc Quoy-Bodin hävdar att 1700-talet gradvis kom att präglas av en militär humanism, där motsättningen mellan frimurerisk moral och militär plikt måste tolkas utifrån den större process som det innebar att man omvärderade den militära självuppfattningen.
Nationella konflikter och grundandet av fältloger, särskilt under perioden 1790-1820, öppnade nya möjligheter till förbrödring mellan män som annars var bittra fiender på slagfältet. Under nationalsocialismens tid sågs detta som förräderi, vilket bidrog till jakten på frimurare.

## Historik
Det första konstitutionspatentet, det vill säga instiftelsehandlingen, för en fältloge ställdes ut av Storlogen i Irland år 1732. Detta bildade skola och liknande patent utfärdades från 1750 i England och från 1743 i Skottland. Bara Storlogen i London och Westminster utfärdade nästan 50 konstitutionspatent, Army Warrants. Några loger grundades särskilt inom livregementen, till exempel 1st The Queen's Dragoon Guards. Det var inte ovanligt att det i ett regemente kunde grundas flera loger ungefär samtidigt. Även inom marinen förekom det att fältloger grundades.
Under 1700-talet grundades den första regementslogen under 1700-talet. För att kunna arbeta i loge medförde man de rituella föremålen i kistor. Mellan 1732 och 1755 grundades, inom ramen för de tre brittiska Storlogerna, 29 militärloger. Enligt den irländska storlogens ritual från 1768, Irish Code, garanterades bröderna att kunna arbeta i loge på vilken ort som helst. En fältloge kunde arbetar var som helst under förutsättning att det inte redan fanns en loge på orten. Därmed innehåller Irish Code det tidigaste regelverket som en Storloge utfärdat för en fältloge. Från och med 1850 recepierar inte längre brittiska fältloger civilister, utan man måste vara militär för att få bli medlem.
År 1738 grundades en fältloge vid en expedition till det kanadensiska territoriet.

### Fältloger under det amerikanska frihetskriget
Fältloger var mycket populära under det amerikanska frihetskriget. Den sannolikt namnkunnigaste logen var American Union Nr. 1, vars sigill visade en kedja med 13 ringar som symbol för de upproriska delstaterna. I slaget vid Long Island dödades eller tillfångatogs större delen av logens bröder. De kvarvarande medlemmarna lyckades rädda kistorna med rituella föremål och medförde dem under sina fälttåg. Efter slaget vid Cooch's Bridge i Delaware höll man för första gången en julfest och när man låg i vinterkvarter vid Valley Forge deltog ofta George Washington i logesammankomsterna. När den engelska fältlogen Nr. 227 tvingades lämna sin konstitution och logevapnet vid en reträtt, lät Washington en officer med hedersvakt återlämna dessa. Då den Irländska frivilligrörelsen satte upp regementen för att förhindra en fransk invasion av Irland, bildades First Volunteer Lodge No.620. Till största delen lydde den under den irländska Storlogen och merparten av medlemmarna kom från infanteriet.

### Franska fältloger under Napoleontiden
Under 1740-talet grundades de första franska militärlogerna och antalet uppgick 1789 till 105 loger ur alla förband inom armén och marinen. Inledningsvis bestod dessa bara av officerare. Från 1785 bildades även underofficersloger, till exempel Parfaite amitié inom Regiment Royal Italien där marskalk André Massena blev Ordförande Mästare. I några regementen låg andelen frimurare i officerskåren mellan 23 och 30 %, och i de 18 dragonregementena var andelen frimurare totalt 43 %. Under den franska storlogen Grand Orient de France lydde 1789 cirka 69 fältloger, därutöver även ett antal loger i utländska regementen som till exempel Hessen-Darmstadt, Bayern och Schweiz. Under Napoleonkrigen fanns det fältloger i alla arméer utom i Österrike. I tidsspannet från Första franska republiken till och med Första franska kejsardömet grundades totalt 132 militärloger. Runt 1805 var mellan 24 och 29 % av officerarna i infanteriregementena frimurare. Mellan 1792 och 1814 var cirka 400 franska generaler medlem av en fältloge.

### Preussiska fältloger

#### Sjuårskriget
Den första riktiga preussiska fältlogen kom med de svenska styrkorna i Sjuårskriget, om vilket två sällsynta minnesmedaljer erinrar. Från denna loge härstammar logen Karl zu den drei Greife i Greifswald. Logen arbetar enligt det svenska systemet.

#### Bayerska tronföljdskriget
Den regerande prelaten av Cammin, den preussiska majoren Christian Adam Marschall von Bieberstein (1732–1786) erhöll 13 januari 1775, innan det förväntade krigsutbrottet (och den därmed sannolika vecko- och månadslånga frånvaron av bröder från garnisonsorten), ett konstitutionspatent av den dåvarande Stormästaren Friedrich August von Braunschweig för att bilda militärlogen Zum Flammenden Stern. I och med krigsutbrottet drog Berlinregementena ut i fält. De civila bröderna blev kvar i Berlin och arbetade enligt den ursprungliga planen för Zum Flammenden Stern, även om alla militärer var frånvarande. På detta sätt kom logen att tillfälligt delas i två grenar, en stationär i Berlin och en rent militärisk gren i fält.
17 december 1778 medgav Stormästaren att en deputationsloge under Zum Flammenden Stern fick grundas i arméns vinterkvarter i Landshut. Inte heller denna var identisk med Berlinlogen, utan bara en utlöpare med samma namn. Moderlogen och deputationslogen höll hela tiden kontakt med varandra genom korrespondens, i vilken man meddelade varandra viktiga händelser. Protokollen finns inte längre kvar, men däremot sammanfattningar av innehållet. Efter fälttåget återvände bröderna till sina gamla loger. År 1778 grundades logen Zum goldenen Becher i arméns fältsjukhus i Breslau under jurisdiktion av Großen Landesloge der Freimaurer von Deutschland.

#### Andra napoleonkriget
Under Große Landesloge der Freimaurer von Deutschland grundades 1811 en ny fältloge. Bland bröderna märktes Gebhard Leberecht von Blücher som också var medlem av den i Schwedt/Oder grundade logen Feldloge Nr.1.
Preussen hade sex fältloger, bland annat den 1812 grundade Friedrich zur Vaterlandsliebe inom förbandet Yorckschen Hilfskorps, vilket leddes av Johann David Ludwig Graf Yorck von Wartenburg.
Den ryske generalen och historikern Aleksandr Michajlovskij-Danilevskij, som i november 1813 recepierade i första graden i den ryska fältlogen Zum heiligen Georg i Frankfurt, skrev i sin dagbok följande betraktelse över den preussiska fältlogen Zum eisernen Kreuz, vars bröder kämpade mot Napoleon Bonaparte:
Talen som hölls i logen var ren och flammande fosterlandskärlek. Vare sig de hölls på dagen efter striden, eller på kvällen innan densamma, eldade de våra själar till de ädlaste beslut. Må de människor, som idag bekämpar frimureriet och vars patriotiska känslor förmodligen begränsar sig till att på fest dansa till nyheten om våra segrar, må de läsa de tal som hålles i logen Zum eisernen Kreuz. Varje broder i logen har mången gång erbjudit sitt liv som offer för fosterlandet /.../ När Paris fallit i den fruktansvärda kampen, varmed målet var nått, slutade logen Zum eisernen Kreuz sitt arbete med en fest (i maj 1814 i Elyséepalatset). Preussarna berättade om det eländiga tillståndet i fosterlandet före kriget och beskrev den heliga kampen för friheten och logens välgörande arbete under striderna. De erinrade sig hur de blivit styrkta i logen under mullret från striden för att kunna bära fälttågets svårigheter /.../ och hur de på så vis slitit de bojor som fjättrat fosterlandet och återupprättat dess berömmelse /.../

### Andra länder
I USA fanns det så kallade reseloger (travelling lodges). År 1756 befullmäktigades Richard Gridley att förena alla frimurare i striden mot Fort Crown Point och att instifta nya loger. Det uppstod "reseinstiftansstatuter", som uttryckligen medgav för medlemmarna att flytta logen efter gottfinnande. År 1779 erhöll general Robert Patterson (1753-1827) en sådan urkund från storlogen i Massachusetts.
I den ryska armén instiftades de två första fältlogerna 1761 och 1764, medan man låg i vinterkvarter i Västpreussen med högkvarter förlagt till Malbork.
I Nederländerna instiftades i början av 1800-talet de två fältlogerna De opgaande Oranjezon och L’union militaire.

## Några fältloger

### Krigsfångloge i Basingstoke
År 1756, under Sjuårskriget, grundade internerade franska officerare en krigsfångloge i Basingstoke. Man fortsatte logearbetet efter att man förlagts till Petersfield i Hampshire 1758 och senare, 1759, även i Leeds. I Leeds recepierade man även en stadsbo och arbetade tillsammans med den lokala logen The Talbot. I samband med krigsslutet år 1763 upplöstes logen.

### KrigsfånglogenLa Fidélitéi Berlin
I slutet av år 1758 grundades denna loge av franska krigsfångar i Berlin, under ledning av markis Filley de Lerneu och med godkännande av logen Zu den drei Weltkugeln. De fick dock inte recepiera några nya medlemmar. År 1762 ställde Große Loge von Preußen genannt Royal York zur Freundschaft ut ett konstitutionspatent för logen La Fidélité.

### Irish Lodge Nr.63i Charlottesville
Under det amerikanska frihetskriget grundades denna loge i baracklägret i Charlottesville av officerare ur Karl Wilhelm Ferdinand (Braunschweig-Wolfenbüttel)s expeditionsstyrka efter slaget vid Saratoga. Ett stort antal bröder tillhörde 20th Regiment of Foot, vilket förklarar varför logen fick sitt namn.

### Holländska logenGastvrijheidiGroningenochWillem van OranjeiHaag
Under första världskriget uppstod dessa båda fältloger på holländsk mark. År 1915 grundades logen Gastvrijheid som bland annat bestod av ett stort antal engelska marininfanterister som tillfångatagits efter strider vid Antwerpen. Bröderna arbetade under beskydd av den holländska Storlogen och enligt engelsk ritual. Efter kriget blev Gastvrijheid en reguljär loge under engelsk styrning.

### Tyska fältloger under första världskriget
- Stern von Brabant (Brüssel)
- Carmen Sylva zur deutschen Treue (Bukarest)
- Victoria im Feld (Chauny)
- Zur Wacht an den Grenzen (Kattowitz)
- Anker und Schwert (Liepāja)
- Zum eisernen Kreuz (Lüttich)
- Moselwacht (Metz)
- Zum deutschen Schwert im Osten (Mitau)
- Hanseatentreue (Riga)
- Frisia zur Nordwacht (Westerland-Sylt)
- Wilna zum flammenden Schwert (Wilna)
- Zum aufgehenden Licht an der Somme (Saint-Quentin)
- In Ketten zum Licht (krigsfångloge): grundad 28 januari 1918 i det franska fånglägret på Île Longue

Enligt ett brev från den internerade frimuraren Johannes Mättig till stormästaren i Großen Nationalloge von Deutschland 26 januari 1921 hade fältlogen In Ketten zum Licht ingen möjlighet att ansöka om att upptas i en storloge eftersom bröderna i fältlogen inte ville riskera att korrespondensen skulle fångas upp av den franska censuren.
Logemedlemmar, In Ketten zum Licht:
| Namn                       | Moderloge                                  | Storloge                                           |
| -------------------------- | ------------------------------------------ | -------------------------------------------------- |
| Otto Beck                  | Aurora, Buenos Aires                       | Storlogen i Argentina                              |
| Othman Holzmann            | Coronation Nr. 934, Tanger                 | Storlogen i Skottland                              |
| Karl Italiener             | Germania zur Einigkeit, Berlin             | Storlogen i Hamburg                                |
| Gustav Kreuziger           | Teutonia zur Weisheit, Potsdam             | Storlogen Zu den 3 Weltkugeln                      |
| Oscar Heinrich Lederer     | Philadelphia Konsistory                    | Storlogen i Pennsylvania                           |
| Louis Manheim              | Cosmos Nr. 288, Paris                      | Grande Loge Nationale Française                    |
| Maser, Carl Heinrich Maser | Josef zur Einigkeit, Nürnberg              | Große Mutterloge des Eklektischen Freimaurerbundes |
| Johannes Mättig            | Zu den Romeriken Bergen, Remscheid         | Große Nationalloge von Deutschland                 |
| Schefik Nafiz              | Meschrutyet, Damaskus                      | Storlogen av frie och antagne murare i Turkiet     |
| Bernhard Schmidt           | The Widows Son VII, Kap Mount,             | Storlogen i Liberia                                |
| Titus Taeschner            | Bruderbund am Fichtenberg, Berlin-Steglitz | Storlogen Zu den 3 Weltkugeln                      |
| Ludwig Weiß                | Coronation Nr. 934, Tanger                 | Storlogen i Skottland                              |

### Fältloger och dolkstötslegenden
Fältloger kritiserades starkt av nationalsocialisterna efter första världskriget, särskilt i förhållande till dolkstötslegenden. Erich Ludendorff beskrev dessa frimureriska sammanslutningar som "plantskola för fosterlandsförrädare" och påstod dem tillhöra "den överstatliga makten". Denna maktelit bestod, enligt Ludendorff, av socialdemokratin, Jesuitorden, frimurarna, judarna och den kommunistiska Internationalen. Ludendorff gav 1927 ut skriften Vernichtung der Freimaurerei durch Enthüllung ihrer Geheimnisse ("Förintandet av frimureriet genom avslöjandet av deras hemligheter").

## Tyska fältloger i Förbundsrepubliken Tyskland

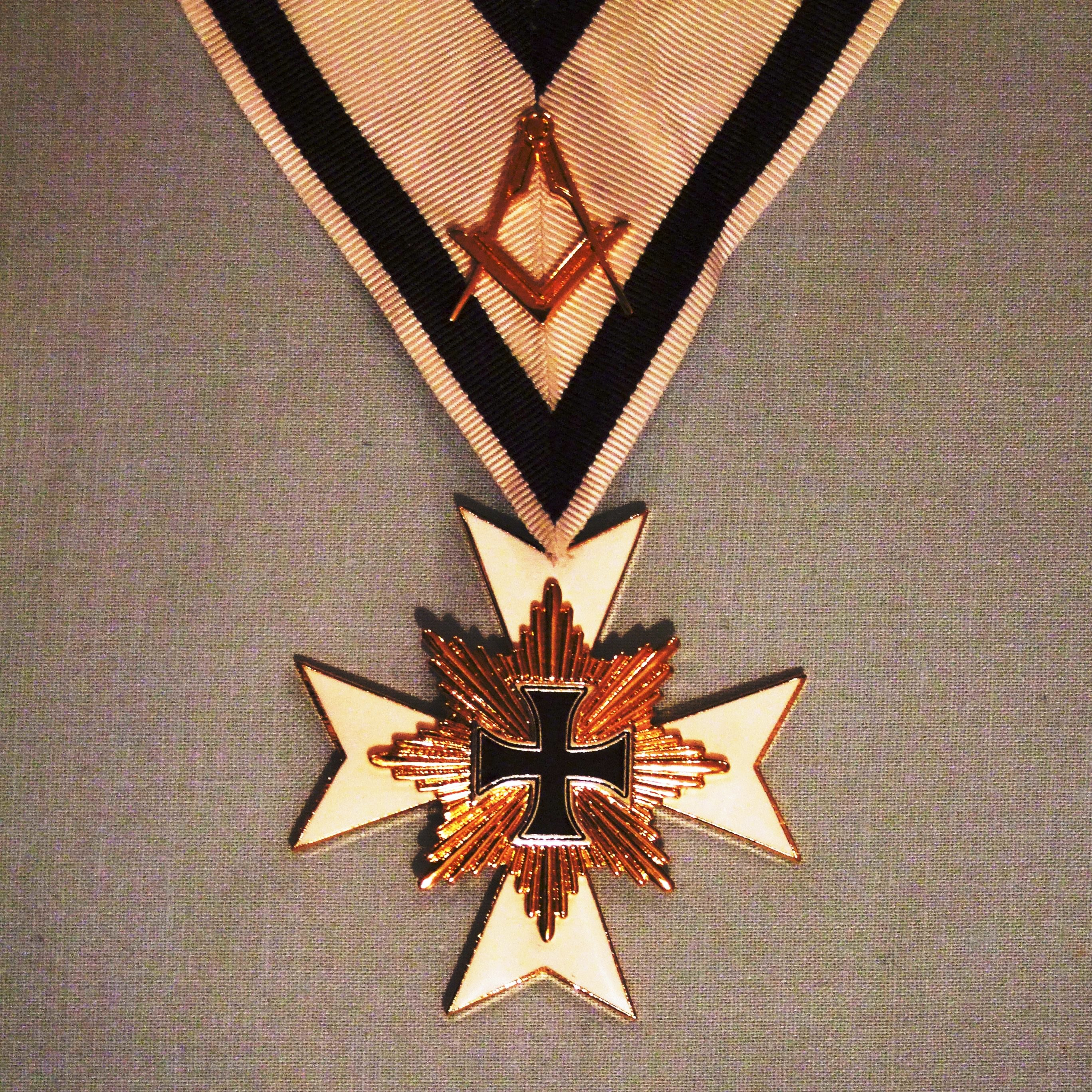
Ämbetsmannatecken från militär- och fältlogen Henning von Tresckow

10 januari 2011 grundades åter en fält- och militärloge i Tyskland. Man tog sig namn efter en av de ledande personerna inom motståndet i Nazityskland genom 20 juli-attentatet, generalmajor Henning von Tresckow.
Logen instiftades i officerskasinot vid Einsatzführungskommando der Bundeswehr i Geltow. Enligt uppgift från logens Ordförande Mästare antogs också civilpersoner.
Vid högtiden, som ägde rum på kvällen 110 år efter Henning von Tresckows födelse, närvarade bland annat den tidigare amerikanske diplomaten John Kornblum
Logen arbetar som deputationsloge under Storlogen Zu den drei Weltkugeln i Potsdam och Berlin.

## Krig och konflikt i frimureriska handlingar
Redan i frimurarnas äldsta skrifter visas på det totala avståndstagandet från våld och krig:
| ”                                  | Muraren är en fridsälskande medborgare i den stat där han också bor och arbetar. Han får aldrig inlåta sig i uppror eller konspiration mot freden eller mot det som bäst är för hans land och heller inte underlåta att fullgöra sin plikt mot sina överordnade. För precis så som krig, blodutgjutelse och förledda frimurare alltid varit skadligt, så har sedan urminnes tider kungar och furstar känt broderskap med varandra genom sin kärlek till freden och sin trohet till staten. | „ |
| – The Constitutions of the Moderns | |   |

### Översättning
Den här artikeln är helt eller delvis baserad på material från tyskspråkiga Wikipedia.